# Stalker (art)
 (juillet 2009).
Si vous disposez d'ouvrages ou d'articles de référence ou si vous connaissez des sites web de qualité traitant du thème abordé ici, merci de compléter l'article en donnant les références utiles à sa vérifiabilité et en les liant à la section « Notes et références ».
Stalker est un laboratoire d'art urbain créé en 1995 à Rome. Il a mis en place l'Observatoire Nomade réunissant divers artistes et architectes.
Ils ont pour but de redécouvrir, définir et comprendre les marges et les friches des métropoles contemporaines. Ils arpentent donc de grandes villes (Berlin, Paris, Istanbul, Milan etc.) tels des cartographes. Leur processus implique autant le corps par la marche que l'esprit par la mémoire et la perception des lieux traversés.
Ils reprennent d'une certaine manière les principes de la psychogéographie, défini par Guy Debord en 1955 et à l'origine du (Comité psychogéographique de Londres) fondé par Ralph Rumney en 1957

## Expositions
- 2003 : Chantier Public #1[2], 40mcube, Rennes. Commissariat : 40mcube